# Кравич, Мечислав
Мечислав Кравич (пол. Mieczysław Krawicz; 1 января 1893, Варшава — сентябрь 1944, там же) — польский кинорежиссёр, сценарист, художник-постановщик, продюсер.

## Биография
Выпускник Высших торговых курсов. В кинематографе с 1912 года, сперва в качестве помощника Александра Герца (1879—1928), режиссёра, основателя первой польской кинокомпании «Сфинкс».
Затем работал сценографом, помощником директора и актёром (в 1926 году сыграл в фильме «Прокажённая» Эдварда Пухальского).
Как режиссёр дебютировал в 1929 году с двумя фильмами: экранизацией «Грешная любовь» по повести Анджея Струга и «Дорогой позора».
До начала Второй мировой войны Кравич снял 19 фильмов, в основном комедии и мелодрамы
Сотрудничал со студией «Blok», одним из учредителей которой он был с 1930. С 1930 года исполнял функции вице-президента Польского союза кинопроизводителей.
Начало Второй мировой войны в 1939 прервало его творческую деятельность. В том же году Кравич стал руководителем «Хроники осаждённой Варшавы».
В конце жизни в 1944 руководил фронтовыми кинооператорами, снимавшими события Варшавского восстания против немецких оккупантов, во время которого Кравич погиб.

## Избранная фильмография

### Режиссёрские работы
- 1929 — Греховная любовь
- 1929 — Дорогой позора
- 1932 — Княгиня Лович
- 1932 — Уланы, уланы...
- 1933 — Шпион в маске
- 1934 — Обеты уланские
- 1935 — Две Иоаси
- 1936 — Ядзя
- 1936 — Его большая любовь
- 1937 — Дипломатическая жена
- 1937 — Недотёпа
- 1937 — Солгавшая
- 1938 — Мои родители разводятся
- 1938 — Роберт и Бертран
- 1938 — Павел и Гавел
- 1939 — О чём не говорят
- 1939 — Счастье приходит, когда захочет (незавершённый)
- 1939 — Руковожу здесь я
- 1939 — Спортсмен поневоле

### Сценарист
- 1934 — Разве Люцина девушка?